# We Sing. We Dance. We Steal Things.
《We Sing. We Dance. We Steal Things.》는 2008년 5월 12일에 발매된 제이슨 므라즈의 세 번째 스튜디오 음반이다. 이 음반은 빌보드 200에서 3위로 정점을 찍으며 당시 므라즈의 최고 정점 음반이 되었다. 므라즈는 영국의 아티스트 데이비드 슈리글리의 작품에서 음반의 이름을 따왔다.